# Thure Lindgren
Pour les articles homonymes, voir Lindgren.
Thure Lindgren (né le 18 avril 1921 et décédé le 2 septembre 2005) est un ancien sauteur à ski suédois.

## Palmarès

### Jeux Olympiques
| Épreuve / Édition | Oslo 1952 |
| Individuel        | 40e       |

### Championnats du monde
| Épreuve / Édition | Lake Placid 1950 |
| Individuel        | Argent           |